# С Новым годом! (фильм, 2014)
«С Но́вым го́дом» (хинди हैप्पी न्यू ईयर, англ. Happy New Year) — индийский художественный фильм режиссёра Фары Хан. Премьера фильма в Индии состоялась 24 октября 2014 года в праздник Дивали.

## Сюжет
Чандрамохан Манохар Шарма, просто Чарли, является уличным бойцом, который в течение 8 лет жаждет мести Чарану Гроверу. Гровер, с его богатым и презренным умом, назвал его отца вором, потому что Чаран привлек его к краже своих бриллиантов (он украл свои бриллианты и обратил Шарму за кражу их) по цене 100 кроров рупий (15 миллионов долларов), Чарли узнает по новостям, что бриллианты стоимостью 300 кроров долларов представят в отеле «Атлантис» в канун Рождества. Он хочет украсть те же бриллианты и кадр Гровера. Для этого он должен собрать динамичную команду.
Сначала в его команде был бывший командующий армией саперов Джагмохан Пракаш, или просто Джаг, у которого частичная потеря слуха, произошедшая, когда он не смог обезвредить бомбу; он в ярости, когда кто-то оскорбляет его мать. Второе место в его команде — Техмтон Ирани, или просто Тэмми, который является бегуном с избыточным весом и страдает от эпилептических приступов. Также показано, что Тэмми и Манохар — давние друзья. В-третьих, в команде Рохан Сингх, молодой хакер, которого Чарли считает, может взломать компьютеризированную систему Шалимара. Он также является племянником Джага. После тщательного изучения хранилища команда обнаруживает, что основное хранилище содержит биометрический замок (блокировка отпечатков пальцев). Проблема в том, что в любой момент доступ к хранилищу может получить только один человек: Вики Гровер, сын Чарана. Поэтому они заручились поддержкой видного, Нанду Бхиде.
Выяснилось, что Тэмми очень любила хранилище Шалимар, и он единственный, кто открыл хранилище без комбинации. В реальном хранилище Шамилар есть лазерный щит перед хранилищем, чья кодовая комбинация меняется каждый день. Команда обнаруживает слабость, что сейф Шамилар находится в подземном парковке отеля Атлантис, который соединен через систему воздуховодов, которая далее соединена с комнатой 9C, гостиной в Атлантиде. Затем Чарли объясняет проблему, поскольку эта комната 9C забронирована для команды, участвующей в Чемпионате мира по танцам (WDC), танцевальном конкурсе. Группа отказывается, но Чарли вновь мотивирует группу, убеждая их стать танцевальной командой.
В конечном итоге появилась реальная история: Манохар был инженером в хранилищах. Он встретил Чарана Гровера, который был торговцем африканскими бриллиантами, дал ему контракт на строительство непроницаемого хранилища. После того, как хранилище было завершено, Чаран набросился на Манохара и привлек его к краже алмазов, используя свой отпечаток пальца. Отчаявшись выиграть конкурс, они нанимают многих преподавателей танцев, но безуспешно. В отчаянии Нанду представляет ему Мохини Джоши, который является танцовщицей в баре с происхождением Маратхи. Хотя Мохини сначала неохотно решает помочь им научиться танцевать, не зная их истинных намерений. За это время Чарли и Мохини влюбились.
Они могут пройти квалификацию в первом раунде (шантажируя судей с доказательствами своих секретных гомосексуальных отношений) и в конечном итоге выиграют конкурс, чтобы представлять команду Индии в международном танцевальном конкурсе (если Рохан взломает машину, которая подсчитывает голоса). Многие люди (в том числе и особенно индийцы) презирают их из-за отсутствия танцевальных способностей, но Чарли и его команда (за исключением Мохини) все касаются только соперников.
В Дубае другие соперники особенно враждебно относятся к команде Индии, включая Гровер, поскольку он считает Индию командой неудачников. Во время первого раунда они столкнулись с командой Кореи, Чарли даже сражался с капитаном сборной Кореи в очень опасном месте. В полуфинале их исполнение останавливается, когда Чарли спасает падающего ребенка соперника, мгновенно завоевывая уважение и восхищение у зрителей во всем мире, а также других команд (включая благодарную команду из Кореи). Перейдя по плану, все готово. В конце концов команда узнает, что бриллианты прибудут в новогоднюю ночь вместо Рождества. Хотя команда Корея обеспечила последнюю позицию в полуфинале, судьи, движимые спасением танцовщицы Кореи и их духом, решили, что сборная Индии будет участвовать в финале в качестве дополнительной команды. В течение недель, предшествующих финалу, члены команды, стали любимчиками в глазах общественности.
Мохини заканчивает слушание всей истории о том, почему они хотят отомстить, сердито противостоять Чарли и его ложным мотивам в соревновании. Чарли раскрывает шокирующую тайну, что Манохар не находится в тюрьме, но на самом деле мертв. После того, как Манохар был арестован, он подал апелляцию на судебное разбирательство, но Гровер подкупил адвокатов Манохара и подделал доказательства. На следующий день было показано, что Манохар совершил самоубийство, разрезав свои запястья бритвой. Чарли держал это в секрете от других членов, чтобы не деморализировать их. Однако команда признает, что это только делает их решимость отомстить Манохару ещё сильнее. Мохини неохотно присоединяется к команде и помогает им в хищнике.
Пока Тэмми трескает комбинацию хранилища, он страдает эпилептической приступом, однако они открываются вовремя. Кажется, все идет хорошо, пока Чарли и Тэмми не найдут ещё один сейф внутри из стекла, в котором находятся бриллианты, и Вики просыпается. Тэмми понимает, что Маноар построил этот сейф и что пароль должен быть известен Чарли. После сеанса глубокого мышления Чарли вводит пароль (пароль «CHARLIE»). Когда-то успешно украл бриллианты (и покрыл все их следы), команда отправляется на близлежащую лодку, но Мохини отказывается приехать, поскольку она чувствует себя преданным чтобы защитить честь Индии от конкуренции. В конце концов Рохан решает присоединиться к ней, что приведет к борьбе между оставшимися членами за то, что они должны делать дальше.
Гровер в ужасе обнаружил, что бриллианты были украдены (с открытием двери Вики в комнату сейфа, обвиняющей его и Гровер), но вскоре он определяет Команду Индии как воров. Когда сборная Индии оказывается пропавшими без вести, Гровер утверждает, что они должны были остаться с бриллиантами. Когда он наблюдает за выступлением Мохини, вступают Джэг, Тэмми, Нанду и Рохан. Во время своего выступления Чарли делает свой не объявленный внешний вид и в конечном итоге помогает команде выиграть конкуренцию.
При любых и всех подозрениях, удаленных от членов команды Индия, Чаран и Вики Гровер арестованы, Чарли проявляет себя как сын Манохара, так как их обоих вытаскивают из отеля полицией. Команда Индия добирается до аэропорта. Чарли замаскировал бриллианты в виде кубиков льда в своем прохладном напитке, но охранник распоряжается им. Позже, во время полета Чарли показывает, что он переключил поддельные бриллианты на трофей с настоящими бриллиантами в напитке. Фильм заканчивается эпилогом, где Мохини открывает собственную школу танцев в конце («Школа танца Мохини»), и Чарли предлагает ей кольцо из одного из бриллиантов.

## В ролях
- Шахрух Хан — Чандрамохан Манохар Шарма, он же Чарли, уличный боец
- Дипика Падуконе — Мохини Джоши, безработная танцовщица из бара
- Абхишек Баччан — Нанду Бхинде, сикх из Пенджаба / Вики Гровер, сын Чарана Гровера (двойная роль)
- Сону Суд — капитан Джагмохан Пракаш, он же Джаг, сапёр с частичной потерей слуха
- Боман Ирани — Темхтон Ирани, он же Тэмми
- Вивван Шах — Рохан Сингх, компьютерный хакер, племянник Джага
- Джеки Шрофф — Чаран Гровер, похититель бриллиантов, отец Вики
- Варун Прутхи — ассистент Чарана Гровера
- Кави Шастри — мистер Гупта
- Анупам Кхер — Манохар Шарма, отец Чарли[4]
- Дино Мореа — ведущий танцевального чемпионата
- Прабхудева — инструктор по танцу
- Дэйзи Ирани — мама Тэмми (камео)
- Сара-Джэйн Диас — Лэйла (камео)
- Кику Шарда — Сародж Хан, хореограф
- Малаика Арора — героиня фильма (камео)
- Саджид Хан — режиссёр фильма (камео)
- Анураг Каштьяп — в роли самого себя
- Вишал Дадлани — в роли самого себя
- Джейсон Тхам — капитан корейской команды

## Производство
Фара Хан начала подготовку к съёмкам, после выхода её дебютного фильма «Я рядом с тобой!». Первоначально актёрский состав включал Шахруха Хана, Дипику Падуконе (фильм должен был стать её дебютом), Амитабха Баччана, Приянку Чопру, Удая Чопру, Джухи Чавлу, Санджая Датта, Равину Тандон, Заеда Хана и Манишу Коиралу, но проект был отложен ради съёмок фильма «Когда одной жизни мало». Снова работать над сценарием Фара начала после выхода фильма «Король обмана» и закончила в 2012 году.
В декабре 2012 года появились сообщения, что на главную женскую роль выбрана Приянка Чопра, однако она отклонила предложение из-за обновлённого сценария, плотного графика и песенной карьеры. Позже на главную женскую роль претендовали актрисы Сонакши Синха, Асин, Айшвария Рай, Паринити Чопра и Катрина Каиф, но окончательный выбор пал на Дипику Падуконе. На роль сапера с частичным слухом претендовал Джон Абрахам, но был в итоге заменен на Сону Суда. Боман Ирани был утверждён режиссёром во время интервью. В августе 2013 года Джеки Шрофф был приглашен на роль антагониста.
Фара анонсировала фильм через свой микроблог в Твиттере. Газета Arabian Business сообщила, что большая часть съёмок пройдёт в престижном отеле «Atlantis The Palm» в Дубае. 23 января 2014 года Шахрух получил травму во время съёмок в отеле JW Marriott Hotels.

### Маркетинг
После съёмок, презентации трейлера и аудио релиза, вся команда решила прорекламировать фильм туром под названием «SLAM!» по городам США и Великобритании. Все герои (за исключением Джеки Шроффа, который на тот момент был занят на съёмках фильма «Братья») показывали танцевальные номера, а в качестве гостей были приглашены рэпер Йо Йо Хани Сингх и Мадхури Дикшит. Тур начался 19 ноября в Хьюстоне, затем артисты отправились в Нью-Джерси, Вашингтон, Торонто, Чикаго, Ванкувер и Сан-Хосе, а закончили в Великобритании.

## Саундтрек
Все тексты написаны Иршадом Камилом, вся музыка написана дуэтом композиторов Вишал-Шекхар.
| №   | Название                   | Исполнители                                                                      | Длительность |
| --- | -------------------------- | -------------------------------------------------------------------------------- | ------------ |
| 1.  | «India Waale»              | Вишал Дадлани, K.K., Шанкар Махадеван, Нити Мохан                                | 3:58         |
| 2.  | «Manwa Laage»              | Ариджит Сингх, Шрея Гхошал                                                       | 4:31         |
| 3.  | «Satakli»                  | Сукхвиндер Сингх                                                                 | 3:43         |
| 4.  | «Lovely»                   | Каника Капур, Fateh Doe, Ravindra Upadhyay, Miraya Varma                         | 3:41         |
| 5.  | «World Dance Medley»       | Neeti Mohan, Вишал Дадлани, Сукхвиндер Сингх, K.K., Шанкар Махадеван, Шахрух Хан | 5:23         |
| 6.  | «Nonsense Ki Night»        | Мика Сингх                                                                       | 3:03         |
| 7.  | «Dance Like A Chammiya»    | Сунидхи Чаухан, Вишал Дадлани                                                    | 3:32         |
| 8.  | «Sharabi»                  | Manj Musik, Nindy Kaur, Вишал Дадлани, Шехар Равджиани                           | 4:21         |
| 9.  | «Indiawaale (Electronic)»  | Neeti Mohan, Вишал Дадлани, K.K., Шанкар Махадеван                               | 4:26         |
| 10. | «The Heist» (инструментал) |                                                                                  | 1:57         |
| 11. | «Kamlee»                   | Каника Капур, Равиндра Гаутам, Miraya Varma, Fateh Doe, Dr Zeus                  | 3:43         |

## Релиз
На тот момент фильм демонстрировался в максимальном числе кинотеатров Индии, картину крутили на 3850 экранах по всей стране.

## Критика
| Рейтинги          | Рейтинги                                                                           |
| Издание           | Оценка                                                                             |
| ----------------- | ---------------------------------------------------------------------------------- |
| Bollywood Hungama | 4,5 из 5 звёзд · 4,5 из 5 звёзд · 4,5 из 5 звёзд · 4,5 из 5 звёзд · 4,5 из 5 звёзд |
| Раджив Масанд     | 2,5 из 5 звёзд · 2,5 из 5 звёзд · 2,5 из 5 звёзд · 2,5 из 5 звёзд · 2,5 из 5 звёзд |
| Rediff.com        | 2 из 5 звёзд · 2 из 5 звёзд · 2 из 5 звёзд · 2 из 5 звёзд · 2 из 5 звёзд           |
| Times of India    | 2,5 из 5 звёзд · 2,5 из 5 звёзд · 2,5 из 5 звёзд · 2,5 из 5 звёзд · 2,5 из 5 звёзд |
| Hindustan Times   | 2,5 из 5 звёзд · 2,5 из 5 звёзд · 2,5 из 5 звёзд · 2,5 из 5 звёзд · 2,5 из 5 звёзд |
| Dawn              | 2,5 из 5 звёзд · 2,5 из 5 звёзд · 2,5 из 5 звёзд · 2,5 из 5 звёзд · 2,5 из 5 звёзд |
| NDTV              | 2 из 5 звёзд · 2 из 5 звёзд · 2 из 5 звёзд · 2 из 5 звёзд · 2 из 5 звёзд           |

Фильм получил негативные отзывы от критиков как в Индии, так и за рубежом. Портал Rediff.com дал фильму 2 звезды из 5, заявив: «фильм вводит в заблуждение с самого его начала и не воспринимается всерьез». Компания NDTV также дали фильму 2 звезды, сказав, что в фильме «нет ничего оригинального».
Кинокритик Раджив Масанд оценил ленту на 2,5 из 5, добавив, что «сценарий болезненно предсказуем, и план ограбления неоднократно объясняется в мельчайших деталях… Логика приносится в жертву на алтарь удобства».
Мадхурита Мукерджи из газеты Times of India заключила, что «это не фильм о гениальном ограблении или танцах, это фильм обо всём неподдельно болливудском, где логика «подгоняется», блеск покрывает огрехи, камео появляются без предупреждения; и остальная часть сюжета находит успокоение в горячем облике и распахнутых объятьях героя».
Судхиш Камат из газеты The Hindu счёл, что Happy New Year сможет развеселить зрителя, но вряд ли кому-то запомнится.
Положительно отозвался о фильме только портал Bollywood Hungama.
Несмотря на негативные отзывы, фильм имел коммерческий успех и получил в прокате статус «супер-хит».

## Награды и номинации
| Награды и номинации         | Награды и номинации               | Награды и номинации                   | Награды и номинации | Награды и номинации |
| Награда                     | Категория                         | Номинант                              | Результат           | Ссылка              |
| --------------------------- | --------------------------------- | ------------------------------------- | ------------------- | ------------------- |
| Filmfare Awards             | Лучший актёр второго плана        | Абхишек Баччан                        | Номинация           | [ 30 ]              |
| Filmfare Awards             | Лучшая закадровая певица          | Шрея Гхошал («Manwa Laage»)           | Номинация           | [ 30 ]              |
| IIFA Awards                 | Лучший актёр в главной роли       | Шахрух Хан                            | Номинация           | [ 31 ]              |
| IIFA Awards                 | Лучшая актриса в главной роли     | Дипика Падуконе                       | Номинация           | [ 31 ]              |
| Stardust Awards             | Фильм года                        |                                       | Победа              | [ 32 ]              |
| Stardust Awards             | Режиссёр года                     | Фара Хан                              | Победа              | [ 32 ]              |
| Stardust Awards             | Звезда года — актёр               | Шахрух Хан                            | Победа              | [ 32 ]              |
| Stardust Awards             | Звезда года — актриса             | Дипика Падуконе                       | Победа              | [ 32 ]              |
| Stardust Awards             | Лучший актёр триллера или боевика | Шахрух Хан                            | Победа              | [ 32 ]              |
| Screen Awards               | Лучший актёр (выбор публики)      | Шахрух Хан                            | Победа              | [ 33 ]              |
| Screen Awards               | Лучшая актриса (выбор публики)    | Дипика Падуконе                       | Победа              | [ 33 ]              |
| Screen Awards               | Лучший актёр                      | Шахрух Хан                            | Номинация           | [ 34 ]              |
| Screen Awards               | Лучший кинокомпозитор             | Вишал-Шекхар                          | Номинация           | [ 34 ]              |
| Screen Awards               | Лучшая закадровая певица          | Каника Капур                          | Номинация           | [ 34 ]              |
| Screen Awards               | Лучший актёр в комедийной роли    | Абхишек Баччан                        | Номинация           | [ 34 ]              |
| Screen Awards               | Лучшая хореография                | Фара Хан и Гита Капур («Manwa Laage») | Номинация           | [ 34 ]              |
| Producers Guild Film Awards | Лучший актёр в главной роли       | Шахрух Хан                            | Номинация           | [ 35 ]              |
| Producers Guild Film Awards | Лучшая актриса в главной роли     | Дипика Падуконе                       | Номинация           | [ 35 ]              |
| Producers Guild Film Awards | Лучший актёр второго плана        | Абхишек Баччан                        | Победа              | [ 35 ]              |
| Producers Guild Film Awards | Лучшая закадровая певица          | Шрея Гхошал («Manwa Laage»)           | Номинация           | [ 35 ]              |
| Producers Guild Film Awards | Лучшая хореография                | Фара Хан и Гита Капур («Lovely»)      | Номинация           | [ 35 ]              |
| Producers Guild Film Awards | Лучшие спец-эффекты               | Кейтан Ядав и Хареш Хингорани         | Номинация           | [ 35 ]              |